# District de Neutoggenburg

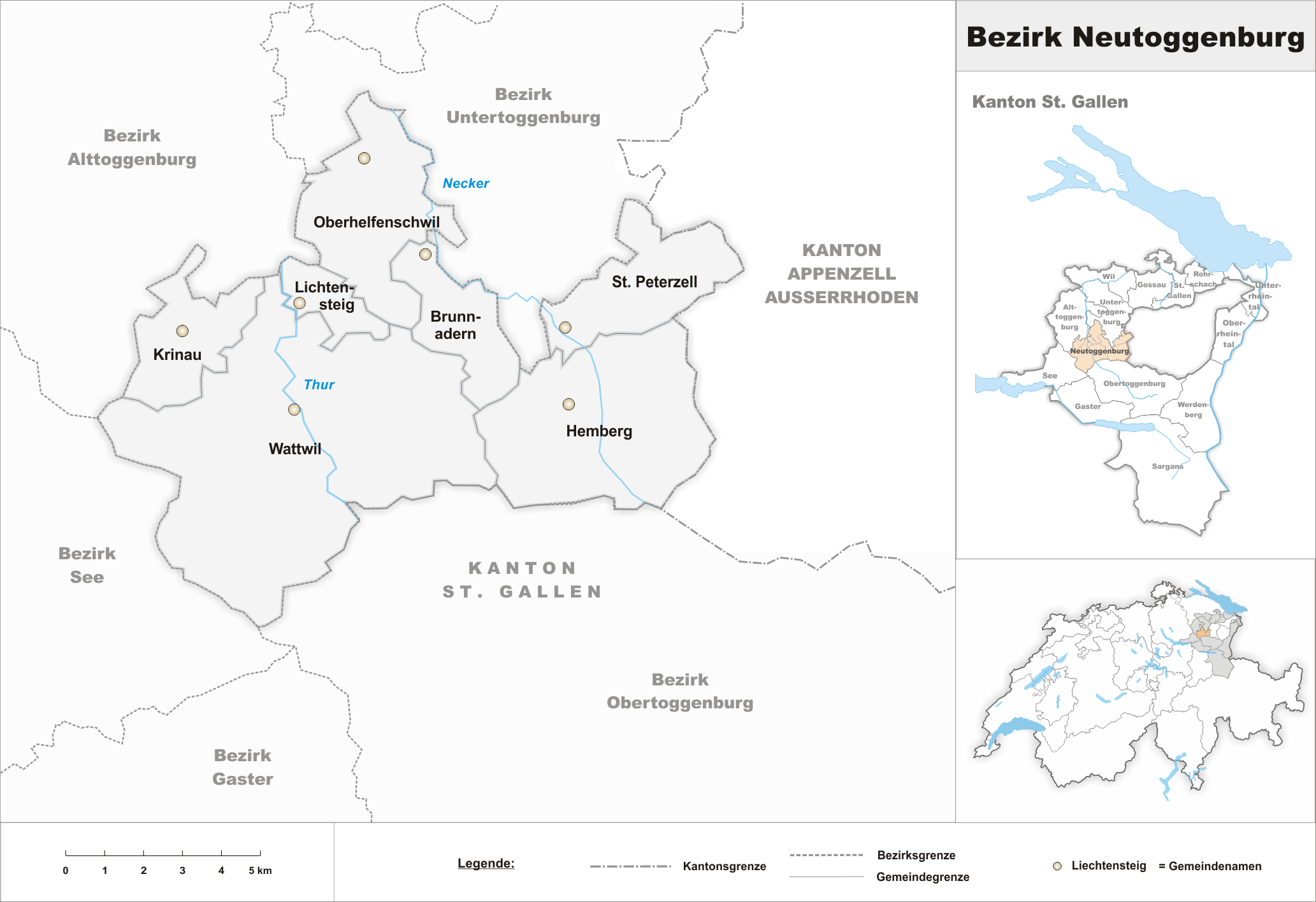
Carte du district de Neutoggenburg

Le district de Neutoggenburg était l'un des quatorze districts du canton de Saint-Gall.

## Communes
- Brunnadern
- Hemberg
- Krinau
- Lichtensteig
- Oberhelfenschwil
- Sankt Peterzell
- Wattwil